# Carmen Fraile
María del Carmen Fraile López (Palencia, 6 luglio 1956) è un'ex cestista spagnola.

## Carriera
Con la Spagna ha disputato due edizioni dei Campionati europei (1974, 1980).